# Jasper Hendrik van Zuylen van Nievelt (1751-1828)
Jasper Hendrik baron van Zuylen van Nievelt, heer van Glinthorst en van de Brieller en Schaffelaar (Arnhem, 11 november 1751 - Barneveld, 18 maart 1828) was een bestuurder en politicus.

## Familie
Van Zuylen van Nievelt was een zoon van Coenraad Jan van Zuylen van Nievelt (1716-1767) en Theodora Wilhelmina van Lynden. Hij trouwde op 14 mei 1774 met Theodora Anna Wilhelmina van Pabst, (1751–1785) en zes jaar later, op 8 februari 1791, hertrouwde hij met Suzanna Elisa Lewe van Aduard (1761-1806). Beide huwelijken bleven kinderloos waardoor zijn achterneef, kleinzoon van zijn broer Gerrit Willem, Jasper Hendrik van Zuylen van Nievelt (1808-1877) het landgoed Schaffelaar erfde. Deze neef zou hier later het gelijknamige huis op bouwen.

## Loopbaan
In 1774 werd hij lid van de Gelderse ridderschap en ambtsjonker van de Veluwe. Hij en zijn broer Gerrit Willem van Zuylen van Nievelt waren patriot, maar vanwege zijn gematigde opstelling werd hij in 1787 niet gestraft maar wel ontheven uit zijn functies. Na de totstandkoming van de Bataafse Republiek, werd hij in 1795 maire van Barneveld. Eind 1801 werd Van Zuylen van Nievelt door het staatsbewind benoemd tot lid van het Vertegenwoordigend Lichaam. Op 14 oktober 1803 nam hij ontslag als lid van deze volksvertegenwoordiging.
Van 1795 tot 1814 was hij maire van Barneveld en van 1814 tot 1816 schout van Barneveld. Vervolgens werd hij in 1816 schout van het schoutambt Barneveld, waar ook Voorthuizen en Garderen onder vielen, zoals dat ook voor 1811 het geval was.
In 1808 werd hij door koop eigenaar van huize De Schaffelaar nadat hij al in 1789 eigenaar, eveneens door koop, was geworden van Glinthorst en de Brieller.
Op 29 augustus 1814 werd hij bij Souverein Besluit voor de ridderschap tot lid der Provinciale Staten van Gelderland benoemd. In 1817 werd benoemd tot hoofdschout van de Over-Veluwe. In 1819 kreeg hij vanwege zijn gezondheid eervol ontslag verleend. Nadat zijn ambtstermijn als lid der Provinciale Staten in 1823 was verstreken, verzocht hij om niet meer in aanmerking te komen voor deze functie.
In 1814 werd Van Zuylen van Nievelt in de Gelderse adel opgenomen en in 1822 werd hem de titel baron toegekend.
- Biografisch Portaal: 63460923
- International Standard Name Identifier: 0000 0003 9158 5835
- Nederlandse Thesaurus van Auteursnamen: 159763924
- Parlement.com: vg09llxmc1qd
- Virtual International Authority File: 285434262
- WorldCat: E39PBJjCRMgTMx6TVHCXqVjKVC